# Датун-Цзининская операция
Датун-Цзининская операция (кит. упр. 大同集宁战役, 31 июля — 16 сентября 1946) — боевые действия в северной части провинции Шаньси и южной части провинции Суйюань летом 1946 года во время гражданской войны в Китае.

## Предыстория
В июне 1946 года в Китае начала разворачиваться полномасштабная гражданская война. Гоминьдановская стратегия в северном Китае на первом этапе наступления заключалась в том, чтобы сначала взять под контроль провинцию Жэхэ и восточную часть провинции Хэбэй, а затем захватить столицу коммунистического Шаньси-Чахар-Хэбэйского советского района город Чжанцзякоу и, контролируя Бэйпин-Суйюаньскую и Датун-Пучжоускую железные дороги, а также северный отрезок Бэйпин-Уханьской железной дороги разделить коммунистические Шаньси-Суйюаньский, Шаньси-Чахар-Хэбэйский и Северо-Восточный освобождённые районы, после чего, сконцентрировав силы, разгромить войска коммунистов в Шаньси-Суйюаньском и Шаньси-Чахар-Хэбэйском освобождённых районах.
С целью противодействия планам Чан Кайши ЦК КПК отдал 19 июня распоряжение: находящимся в северном Китае войскам коммунистов разгромить силы контролирующего провинцию Шаньси гоминьдановского генерала Янь Сишаня и гарантировать связь между Шаньси-Суйюаньским, Шаньси-Чахар-Хэбэйским и Шаньси-Хэбэй-Шаньдун-Хэнаньским освобождёнными районами. Для этого на первом этапе требовалось захватить соединяющий Тайюань и Датун северный участок Датун-Пучжоуской железной дороги, на втором этапе войска Шаньси-Суйюаньского и Шаньси-Чахар-Хэбэйского освобождённых районов должны были объединёнными усилиями взять Датун, целью третьего этапа было установление контроля над Чжэнтайской железной дорогой и взятие Шицзячжуана и Тайюаня.
Выполняя приказ командования, войска Шаньси-Суйюаньского освобождённого района под командованием Хэ Луна в июне-июле 1946 года взяли под контроль северный участок Датун-Пучжоуской железной дороги, что привело к изоляции Датуна.

## Ход событий
31 июля войска коммунистов начали выдвигаться к Датуну, беря город в кольцо. 2 августа командующий войсками Шаньси-Чахар-Хэбэйского освобождённого района Не Жунчжэнь собрал в Янгао на совещание командующих коммунистическими войсками, чтобы обсудить план взятия Датуна. На совещании было решено, что нужно потратить 10 дней на подготовку, 20 дней на плотное замыкание окружения, и 10 дней непосредственно на взятие города.
Тем временем в Нанкине Чан Кайши также обсуждал с приближёнными проблему Датуна. Провинция Шаньси входила во 2-й военный район, которым командовал Янь Сишань, но было очевидно, что будучи занятым обороной Синьсяня, своими силами он справиться с проблемой не сможет. Поэтому 10 августа Чан Кайши отдал приказ о передаче района Датуна в состав 12-го военного района, которым командовал генерал Фу Цзои.
Фу Цзои, сконцентрировав 30 тысяч человек в трёх колоннах, 3 сентября начал наступление вдоль Бэйпин-Суйюаньской железной дороги. Северная колонна наступала от Таолиня на Цзинин, южная — от Гуйсуя на Лянчэн, центральная колонна наступала на Чжоцзышань и Цзинин. Занятые в северной Шаньси войска коммунистов не могли быть быстро переброшены для отражения наступления, поэтому 5 сентября Фу Цзои взял Чжоцзышань, а 7 сентября завязал бои на северо-западной окраине Цзинина. Получив информацию об этом, командующие коммунистов немедленно перебросили к Цзинину войска из-под Датуна, и 9 сентября войска коммунистов вышли к южным пригородам Цзинина. Бои продолжались несколько дней, но 13 сентября коммунисты были вынуждены оставить Цзинин.
После взятия Цзинина войска Фу Цзои могли нанести концентрированный деблокирующий удар по Датуну, поэтому его блокада становилась бессмысленной. Коммунистам пришлось отступить от Датуна.

## Итоги и последствия
За полтора месяца боёв коммунисты уничтожили 12 тысяч вражеских солдат и офицеров, но не смогли выполнить поставленных задач.